# Mujur (Praya Timur)
Mujur is een bestuurslaag in het regentschap Centraal-Lombok van de provincie West-Nusa Tenggara, Indonesië. Mujur telt 7725 inwoners (volkstelling 2010).